# Cotyledon eliseae
Cotyledon eliseae ist eine Pflanzenart der Gattung Cotyledon in der Familie der Dickblattgewächse (Crassulaceae). Das Artepitheton ehrt Elise Bodley van Wyk (1922–1997), eine südafrikanische Künstler-Botanikerin.

## Beschreibung
Cotyledon eliseae wächst als rundlicher, verzweigter Kleinstrauch mit einer Wuchshöhe von bis zu 20 Zentimetern. Die im Alter verholzenden Triebe erreichen einen Durchmesser von bis zu 5 Millimeter. Die grünen und verkehrt eiförmigen Laubblätter sind mit Drüsenhaaren besetzt und werden 1,5 bis 3,4 Zentimeter lang und 1 bis 1,4 Zentimeter breit. Die Oberfläche der Blätter ist beidseits nach außen gewölbt. Im oberen Drittel der Blätter sind sie rötlich purpurn gefärbt.
Der Blütenstand überragt die Laubblätter und wird bis 8 Zentimeter hoch mit 1 bis 3 Dichasien. Der im Durchmesser bis 2 Millimeter dicke Blütenstandsstiel ist bräunlich bis purpur gefärbt. Der Blütenstiel wird bis 18 Millimeter lang. Die etwa 2,5 Millimeter langen und 3 Millimeter breiten Kelchblätter sind mit einer purpurgrünen Musterung versehen. Ihre Blütenröhre erreicht bei Durchmessern von 5 bis 6 Millimetern eine Länge von bis zu 12 Millimetern. Die lanzettlichen, tiefroten Kronzipfel sind ausgebreitet und bis 15 Millimeter lang. Die abgeflachten Staubfäden sind weiß und werden bis 12 Millimeter lang. Die quadratischen und fleischigen Nektarschüppchen sind gelb und 1 × 1 Millimeter groß.

## Systematik und Verbreitung
Cotyledon eliseae ist in der südafrikanischen Provinz Westkap in den Winterregengebieten der Sukkulentenkaroo verbreitet. Die Erstbeschreibung erfolgte 1997 durch van Jaarsveld.